# Arracacia aegopodioides
Arracacia aegopodioides är en flockblommig växtart som först beskrevs av Carl Sigismund Kunth, och fick sitt nu gällande namn av John Merle Coulter och Joseph Nelson Rose. Arracacia aegopodioides ingår i släktet Arracacia och familjen flockblommiga växter. Inga underarter finns listade i Catalogue of Life.